# Norton Canes
Norton Canes är en ort och civil parish i Storbritannien.   Den ligger i grevskapet Staffordshire och riksdelen England, i den södra delen av landet, 180 km nordväst om huvudstaden London. Norton Canes ligger 151 meter över havet och antalet invånare är 6 536. Den ligger vid sjön Chasewater.
Terrängen runt Norton Canes är platt. Runt Norton Canes är det mycket tätbefolkat, med 1 956 invånare per kvadratkilometer. Närmaste större samhälle är Wolverhampton, 14,4 km sydväst om Norton Canes. Trakten runt Norton Canes består till största delen av jordbruksmark.